# 570 Lexington Avenue
570 Lexington Avenue, vroeger het General Electric Building en daarvoor het RCA Building geheten, is een wolkenkrabber aan Lexington Avenue in de Amerikaanse stad New York. Het gebouw staat op 570 Lexington Avenue. De bouw van de kantoortoren begon in 1929 en werd in 1931 voltooid.

## Ontwerp
570 Lexington Avenue is 195,07 meter hoog en telt 50 verdiepingen. Het is door Cross & Cross in art-decostijl ontworpen en heeft een totale oppervlakte van 42.577 vierkante meter.
De kantoortoren werd gebouwd als het hoofdkantoor van de RCA Victor radio company. Het moest passen bij de St. Bartholomew's Church, die aan de westelijk kant van het gebouw ligt. Onder andere door de bekleding van roze graniet bij de basis en zalmkleurige geglazuurde bakstenen met terracotta ornamenten bij de rest van de toren passen de twee gebouwen bij elkaar.
De lobby van het gebouw heeft een met aluminium bekleed gewelfd plafond, dat met zonnestraalmotieven is versierd. De wanden zijn van lichtroze graniet en de armaturen zijn van aquamarijn-kleurig glas. De top van het gebouw bestaat uit kalkstenen gotische spitsen en motieven in de vorm van een bliksemflits. Zij beelden de elektriciteit van de radiogolven uit, die het radiostation uitzond.
Later, toen RCA naar het huidige GE Building vertrok, kocht General Electric het gebouw. Toen RCA in 1988 het GE Building verkocht, was General Electric weer de koper. In 1993 werd het gebouw aan de Columbia-universiteit geschonken.